# 中國聯通（香港）
中國聯通（香港）運營有限公司 （簡稱聯通香港）是香港一家流動通訊網絡商，為中国联合网络通信有限公司的全資子公司。現時，中國聯通（香港）獲香港電訊管理局頒發涵蓋對外電訊服務、國際增值網路服務和流動虛擬網路營辦服務的「服務營辦商牌照」。
目前，中國聯通（香港）以CUniq HK品牌通過租借CSL 網絡及UNICOM HK租借和記電訊香港的網絡提供服務，是繼香港四家擁有頻譜的電訊商後第5大流動網絡營辦商，也是全港第一大的MVNO流動網絡運營商。
中國聯通（香港）主要經營數據業務、語音批發業務、移動業務、企業方案、互聯網數據中心及系統集成服務。業務遍四十六個國家和地區，與各國際電信運營商合作，提供全球性通信方案，並為中港兩地的跨境商務和旅遊人士提供電訊服務。

## 历史
2007年9月，有消息稱作為當時內地唯一的CDMA手機運營商，中國聯通對香港的CDMA2000牌照已經等待許久。在上個月的半年業績發布會上，聯通董事長常小兵公開表示，該公司對香港CDMA業務很感興趣，有意參與競拍香港CDMA牌照，目前聯通正在高度關注牌照的發放進度，目前聯通已在香港設立了聯通國際公司，負責香港3G牌照的競標，目前業已開始前期准備工作。 但香港电讯管理局15日公布，在竞投CDMA2000标准的3G牌照中，电讯盈科旗下香港电话将获CDMA2000牌照。而联通最后放弃竞标。 联通发布声明称，公司一直关注CDMA2000牌照拍卖事宜，并积极寻求合作伙伴以合资或合作方式共同投牌。但由于多种原因，未能达成有关商业安排。同时，中国联通董事长常小兵也向当地媒体透露，中国联通有意在香港地区寻找合作伙伴共同运营3G，这是中国联通没有取得香港CDMA2000牌照之下的另一个选择，合作可能包括资本投资。
2013年3月20日，据香港通讯事务管理局公告，参加竞拍的中国联通（香港）运营有限公司落选。
2014年2月，有媒體指中国联通拟进军香港3G市场，消息稱联通香港公司业务管理部副总经理周子龙表示，如果2016年政府推出3G频谱拍卖，联通会研究考虑是否参与投资；又称，虽然联通属境外机构，未取得4G牌照，不过仍希望能不断在香港增加投资，聘请更多本地员工。周子龙表示，之前4G频谱拍卖竞争对手太强，导致联通退出。联通香港放弃在港建立桥头堡的机会，令人意外，4G频谱续由5家本地电讯商瓜分。

2019年，中國聯通香港銷售iPhone 11、iPhone 11 Pro及iPhone 11 Pro Max，並根據蘋果官網顯示，“China Unicom Hong Kong”（中國聯通（香港））成為蘋果公司在香港認可的七家LTE網絡的運營商之一。

## 服務
中國聯通（香港）的服務計劃包括旅遊卡、儲值卡（日神卡、月神卡、e神卡、學神卡）、月費計劃（全城聯通系列、自由組合計劃、校園計劃、ONE大灣區共享計劃）等。
作為中國第二大網絡運營商中國聯通的子公司，中國內地與香港間的跨境服務是聯通香港的特色服務。中國聯通香港是香港第一家提供“ 一卡兩號”服務的運營商，該服務允許客戶在使用一張SIM卡時同時擁有一個中國內地和香港號碼。此外，中國聯通香港尚有「ONE大中華」、「ONE大灣區」等跨境服務計劃
目前，中國聯通香港擁有28家門市，其中3家位於深圳口岸。 口岸門市的權限範圍與香港門市相同，提供上台，變更計劃和其他售後服務以及手機和配件服務。
同時，口岸門市也為香港居民提供申請內地號碼的服務。

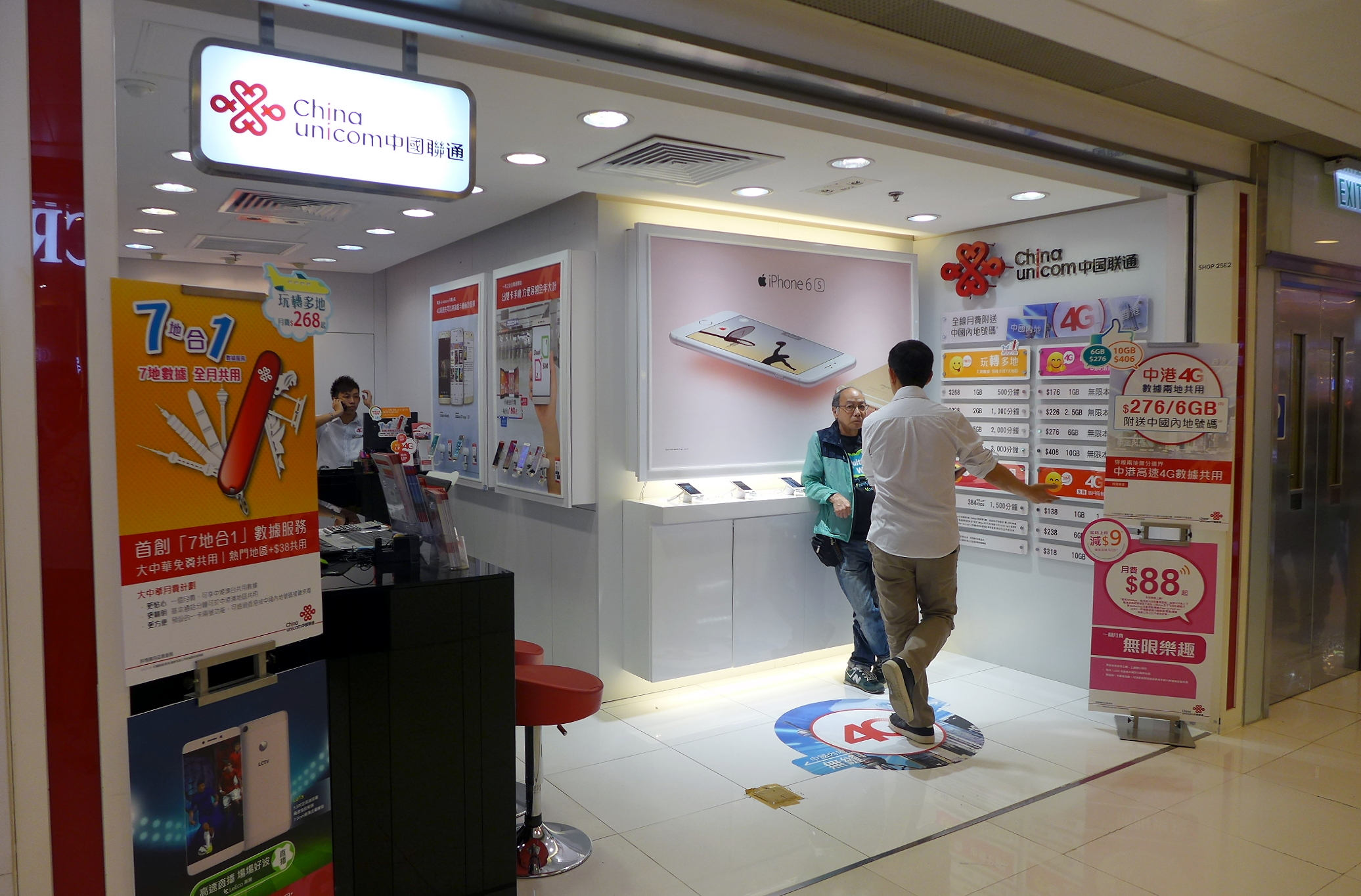
中國聯通香港在香港沙田廣場的門市
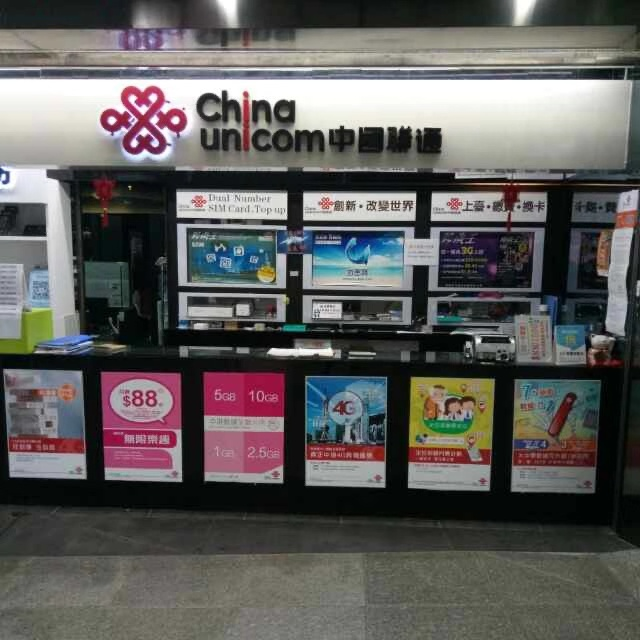
中國聯通香港在深圳灣口岸的門市

## 事件
中國聯通（香港）首宗「死機」意外於2018年2月27日早上10時50分發生，中國聯通的網絡操作中心發現大批客戶未能使用流動話音服務、短訊服務及流動數據服務。直到下午1時，網絡操作中心才開始搶修，再於2時20分陸續恢復服務。下午4時30分，所有服務回復正常。整個故障歷時5小時40分鐘，共138,150名客戶受影響，佔中國聯通香港客戶的15.78%。第二宗「死機」意外於3月31日早上11時15分發生，情況與一個月前相似。直到晚上18時45分，所有服務才恢復正常，整個故障歷時7小時25分鐘，同樣有138,150名客戶受影響。兩宗故障合共歷時13小時15分鐘。